# Mistrzostwa Europy w Lekkoatletyce 1938 – sztafeta 4 × 100 m mężczyzn
Sztafeta 4 × 100 metrów mężczyzn była jedną z konkurencji rozgrywanych podczas II Mistrzostw Europy w Paryżu. Biegi eliminacyjne i finałowy zostały rozegrane 5 września 1938 roku. Zwycięzcą tej konkurencji została sztafeta niemiecka w składzie: Manfred Kersch, Gerd Hornberger, Karl Neckermann i Jakob Scheuring. W rywalizacji wzięło udział trzydziestu dwóch zawodników z ośmiu reprezentacji.

## Rekordy
| Rekord świata     | Stany Zjednoczone · (Jesse Owens, Ralph Metcalfe, Foy Draper, Frank Wykoff) | 39,8 | Berlin, Niemcy | 09.08.1936 |
| Rekord Europy     | Niemcy (Manfred Kersch, Gerd Hornberger, Karl Neckermann, Jakob Scheuring)  | 40,3 | Berlin, Niemcy | 13.08.1938 |
| Rekord mistrzostw | Niemcy (Egon Schein, Erwin Gillmeister, Gerd Hornberger, Erich Borchmeyer)  | 41,0 | Turyn, Włochy  | 09.09.1934 |

## Wyniki

### Eliminacje
Bieg 1
| Miejsce | Reprezentacja   | Zawodnicy                                                           | Czas | Uwagi |
| ------- | --------------- | ------------------------------------------------------------------- | ---- | ----- |
| 1       | Niemcy          | Manfred Kersch, Gerd Hornberger, Karl Neckermann, Jakob Scheuring   | 41,1 | Q     |
| 2       | Wielka Brytania | Maurice Scarr, Godfrey Brown, Arthur Sweeney, Ernest Page           | 41,4 | Q     |
| 3       | Szwecja         | Gösta Klemming, Åke Stenqvist, Lennart Lindgren, Lennart Strandberg | 42,0 | Q     |
| 4       | Francja         | Victor Goldowski, Oscar Stolz, André Dessus, Jean Jourdian          | 42,2 |       |

Bieg 2
| Miejsce | Reprezentacja | Zawodnicy                                                            | Czas | Uwagi |
| ------- | ------------- | -------------------------------------------------------------------- | ---- | ----- |
| 1       | Włochy        | Tullio Gonnelli, Gianni Caldana, Edoardo Daelli, Orazio Mariani      | 42,1 | Q     |
| 2       | Szwajcaria    | Fritz Seeger, Jean Studer, Bernard Marchand, Paul Hänni              | 42,3 | Q     |
| 3       | Holandia      | Martinus Osendarp, Wil van Beveren, Tjeerd Boersma, Heinz Baumgarten | 42,4 | Q     |
| 4       | Węgry         | Gyula Gyenes, János Paizs, József Kovács, József Sír                 | 42,8 |       |

### Finał
| Miejsce | Reprezentacja   | Zawodnicy                                                            | Czas | Uwagi |
| ------- | --------------- | -------------------------------------------------------------------- | ---- | ----- |
| 1       | Niemcy          | Manfred Kersch, Gerd Hornberger, Karl Neckermann, Jakob Scheuring    | 40,9 | CR    |
| 2       | Szwecja         | Gösta Klemming, Åke Stenqvist, Lennart Lindgren, Lennart Strandberg  | 41,1 |       |
| 3       | Wielka Brytania | Maurice Scarr, Godfrey Brown, Arthur Sweeney, Ernest Page            | 41,2 |       |
| 4       | Włochy          | Tullio Gonnelli, Gianni Caldana, Edoardo Daelli, Orazio Mariani      | 41,3 |       |
| –       | Holandia        | Martinus Osendarp, Wil van Beveren, Tjeerd Boersma, Heinz Baumgarten | DNF  |       |
| –       | Szwajcaria      | Fritz Seeger, Jean Studer, Bernard Marchand, Paul Hänni              | DQ   |       |